# Тельманская культура
Тельманская культура — археологическая культура позднего палеолита.
Вторая хронологическая культура Подонья (Костёнковско-борщёвский археологический комплекс) и вторая археологическая культура, вообще, между Днепром и Волгой. Следует после стрелецкой культуры и синхронной ей костёнковско-спицынской культуры. Была замещена городцовской культурой.
Названа по памятнику Костёнки VIII (2-й слой) (Тельманская стоянка). Стоянка Костёнки 8 (Тельманская) на мысу, образованном Александровским логом и его крупным отвершком Бирючьим логом, недалеко от устья Александровского лога была открыта А. Н. Рогачёвым в 1936 году. Стоянка Костёнки-8 (Тельманская) является единственной многослойной стоянкой Костёнковско-Борщёвского палеолитического район на Дону, содержащей остатки поселений переходного периода от раннего этапа верхнего палеолита к среднему (28—22 тыс. л. н.). На стоянке представлены две граветтоидные индустрии, залегающие, соответственно, в покровных лёссовидных суглинках (культурный слой 1а) и верхней гумусированной толще (культурный слой II). По кости лошади и фрагменту обожженного черепа человека получены радиоуглеродные даты 24 500 ± 450 л. н. и 23 020 ± 320 лет назад. Человек со стоянки Костёнки 8/II вероятно был съеден. Возможно, на Тельманской стоянке (Костёнки 8) выявлен, самый ранний случай символической трепанации на черепной коробке взрослой особи (мужского пола?), найденной в 1959 году во 2-м культурном слое и склеенной из трёх частей реставраторами.
Здесь найдено 5 округлых жилищ диаметром 5—7 метров. Жилища округлой формы, лёгкие, наземные отличаются большой площадью.
Кремнёвое производство характеризуется использованием правильных призматических пластин как заготовок, мустьерские формы отсутствуют, в инвентаре преобладают миниатюрные лезвия и микропластинки с притупленным краем, много резцов (преимущественно боковых) и скребков (конечные и боковые), пластин из выемки, многие проколок. Есть изделия на пластинках со скошенным краем, которые в большом количестве встречаются уже в мезолите. Всего найдено 22000 расщепленных древним человеком кремнёвых изделий, из них 2000 орудий. Большая часть их изготовлена на миниатюрных пластинах.
Среди костных изделий представлены лощила, веретенообразные острия. Украшения и предметы искусства неизвестны.